# Le Bon Journal
Le Bon Journal est une revue bi-hebdomadaire française fondée en 1885 et disparue avant 1914.

## Historique
Le Bon Journal est lancé le 26 avril 1885 par la Librairie Marpon et Ernest Flammarion, qui rachète le titre à Hippolyte Marinoni, et il paraît jusqu'au numéro 2 036, du 15 octobre 1905, dans une première série, disponible d'abord le dimanche, puis à partir d'avril 1887, le jeudi et le dimanche. C'était un format magazine populaire, publiant des nouvelles et des romans en feuilleton. Il avait pour directeur C. Morel. Composé originellement de 16 pages, il fut également illustré.
Une deuxième série, avec pour titre Le Bon Journal, magazine illustré, débute le 22 octobre 1905 avec 20 pages paraissant uniquement le dimanche, le prix passant à 15 centimes. En 1910, le titre change et devient Le Bon Journal, revue de la famille. Une dernière série série commence le 25 avril 1913, avec pour titre Le Bon Journal : financier, politique & littéraire, paraissant trois fois par mois, reprenant la même numérotation que la deuxième, et qui semble s'arrêter avant 1914, totalisant plus de 400 livraisons.

## Contributeurs
Edmond About, Philibert Audebrand, Eugène Chavette, Victor Cherbuliez, Jules Claretie, Alphonse Daudet, Camille Flammarion, Paul Ginisty, Constant Guéroult, Ernest d'Hervilly, Gustave Macé, Hector Malot,  Guy de Maupassant, Xavier de Montépin, Georges Ohnet, Henri Sérignan, Armand Sylvestre, André Theuriet, Albert Wolff, Édouard Yrondy...